# Lethe samio
Lethe samio är en fjärilsart som beskrevs av Doubleday 1849. Lethe samio ingår i släktet Lethe och familjen praktfjärilar. Inga underarter finns listade i Catalogue of Life.